# آشپزی سامی

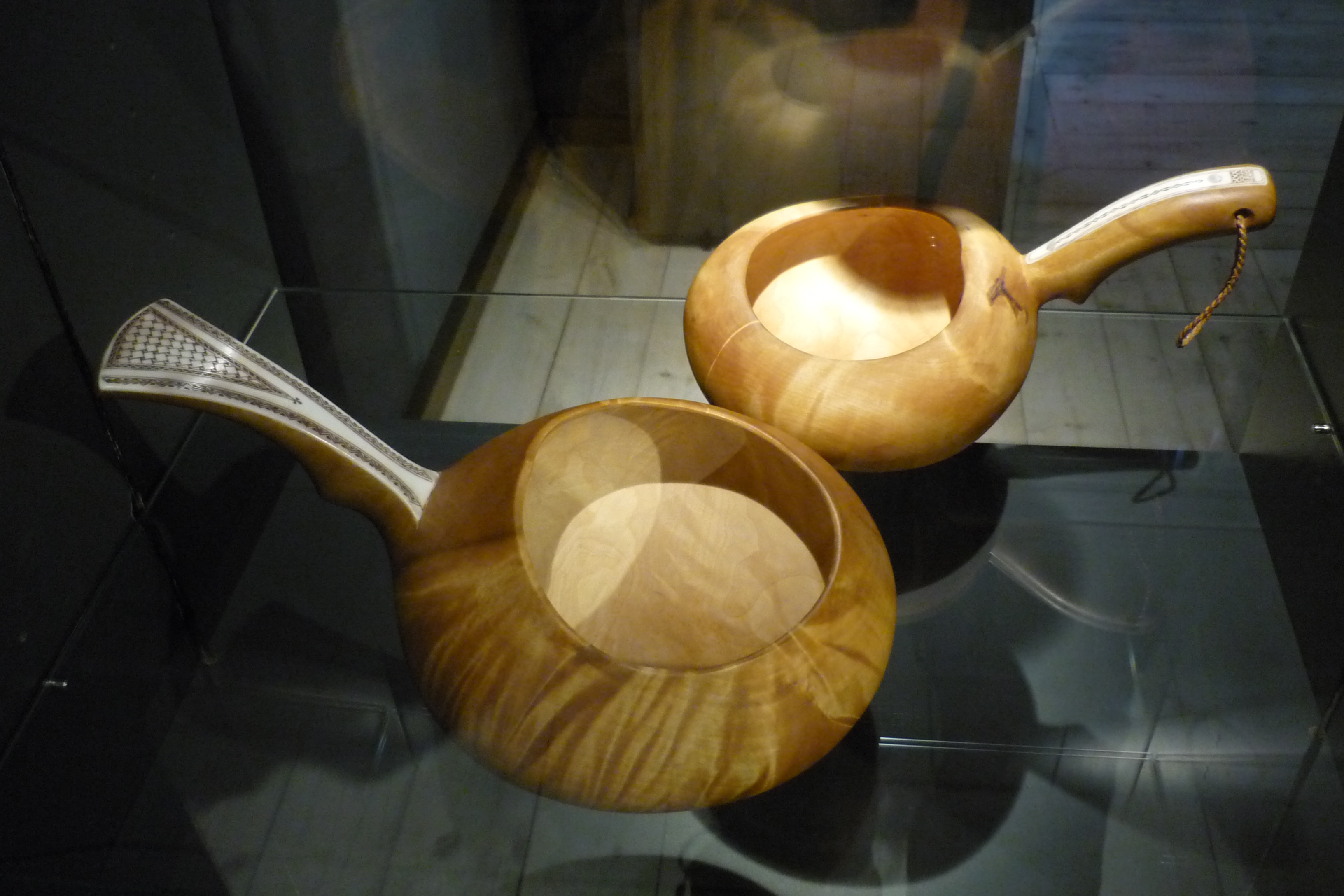
کاسه‌های شیر سامی

آشپزی سامی' (انگلیسی: Sámi cuisine) پخت‌وپز مردم سامی در قلمرو لاپ‌لند است. این قلمرو کشورهای نروژ، سوئد، فنلاند و روسیه را دربر می‌گیرد. غذاهای سنتی هر منطقه ویژگی منحصر به خود را دارد.

## قوت غالب
از دیرباز، آشپزی لاپ‌لند بر مبنای مواد اولیهٔ غذایی محلی مانند ماهی، جانوران شکاری، گوزن شمالی و سته استوار بوده است. سته‌ها، به خاطر اینکه انواع دیگر میوه‌ها یا سبزیجات در طول زمستان طولانی در دسترس نبودند، غذای بااهمیتی بوده‌اند. امروزه سته‌ها بخشی از سس‌ها و دسرهای خوشمزه هستند. باارزش‌ترین ستهٔ لاپ‌لند تمشک شمالی است. مصرف شیر در میان گروه‌های سامی متغیر بود، اما به‌طور کلی خیلی رایج نبوده است.